# Bob Said
Bob Said (n. 5 mai 1932, New York City - d. 24 martie 2002, Seattle) a fost un pilot de curse auto american care a evoluat în Campionatul Mondial de Formula 1 în sezonul 1959.